# Vaso Vasić
Vaso Vasić (Leuggern, 26 aprile 1990) è un calciatore svizzero naturalizzato serbo, portiere del Lucerna.

## Carriera

### Club
È cresciuto nelle giovanili della squadra svizzera del Grasshoppers.

### Nazionale
Ha giocato nella nazionale serba Under-21.